# Devergud, Devadurga
Devergud là một làng thuộc tehsil Devadurga, huyện Raichur, bang Karnataka, Ấn Độ.